# Władysław Słoka
Władysław Słoka (ur. 4 kwietnia 1895 w Krasnymstawie, zm. ?) – major piechoty Wojska Polskiego, działacz niepodległościowy, nadkomisarz Straży Granicznej.

## Życiorys
Urodził się 4 kwietnia 1895 w Krasnymstawie, ówczesnym mieście powiatowym guberni lubelskiej, w rodzinie Stanisława i Marii z Piotrowskich.
1 czerwca 1921 pełnił służbę w Głównym Centrum Wyszkolenia Kraków, a jego oddziałem macierzystym był 4 pułk strzelców podhalańskich. 3 maja 1922 został zweryfikowany w stopniu kapitana ze starszeństwem od 1 czerwca 1919 i 1761. lokatą w korpusie oficerów piechoty. W 1923 pełnił służbę w 4 psp w Cieszynie. W 1924 został przeniesiony do 84 pułku piechoty w Pińsku. W kwietniu 1928 został przeniesiony do batalionu sztabowego Ministerstwa Spraw Wojskowych. W grudniu 1929 został przeniesiony do Państwowego Urzędu Wychowania Fizycznego i Przysposobienia Wojskowego. Z dniem 1 lutego 1934 został przydzielony do dyspozycji komendanta Straży Granicznej na okres sześciu miesięcy. Z dniem 31 lipca 1934 został przeniesiony do rezerwy z równoczesnym w rezerwie do Oficerskiej Kadry Okręgowej Nr VI. Na stopień majora rezerwy został mianowany ze starszeństwem z 19 marca 1939 i 54. lokatą w korpusie oficerów piechoty.

## Ordery i odznaczenia
- Krzyż Niepodległości – 16 marca 1933 „za pracę w dziele odzyskania niepodległości”[16][17][1][18]
- Krzyż Walecznych dwukrotnie[19][20]
- Srebrny Krzyż Zasługi[19]